# Psyller
Die Psyller (lateinisch Psylli; altgriechisch Ψύλλοι) waren ein Volksstamm im antiken Libya. Sie bewohnten das Gebiet im Nordosten der Großen Syrte und der Kyrenaika. Im Osten waren sie den Nasamonen und im Süden den Garamanten benachbart.
Als das Land der Psyller bald nach 500 v. Chr. von einer schweren Dürreperiode betroffen war, mussten sie sich nach neuen Siedlungsgebieten umsehen, wurden aber unterwegs von den Nasamonen angegriffen und großteils ausgerottet. Ein kleiner Teil des Volkes überlebte aber; und in späterer Zeit werden seine Nachkommen noch von verschiedenen antiken Autoren erwähnt.
Bekannt waren diese Nachfahren der Psyller für ihre Immunität gegenüber Schlangenbissen und Stichen von giftigen Spinnen und Skorpionen sowie für ihre Heilmittel gegen Tiergifte, worüber Herodot allerdings noch nichts berichtete. Plinius der Ältere bringt die Psyller mit dem Volk der italischen Marser in Verbindung, die ebenfalls Schlangen beschworen. Die Hilfe der Psyller bei Verletzungen durch giftige Tiere galt als sehr wirksam und war daher höchst willkommen. Auch Octavian soll versucht haben, die von ihm 30 v. Chr. gefangen genommene ägyptische Königin Kleopatra VII., als sie sich – angeblich durch Schlangenbiss – selbst getötet hatte, durch Psyller wieder ins Leben zu rufen.
Ein ebenfalls Psylloi genanntes indisches Volk erwähnt nur Aelian.